# Ikarus 60T
Ikarus 60T — ныне не эксплуатируемый городской троллейбус средней вместимости производства венгерской фирмы Ikarus.

## История
Работы по созданию совершенно нового отечественного троллейбуса стартовали в 1951 году на мощностях завода кузовов и транспортных средств Ikarus. Заказанная Будапештом модель троллейбуса МТБ-82 пользовалась чрезвычайно высоким спросом в СССР, из-за чего производитель не смог наладить нужный темп её поставки на экспорт. Завод Ikarus при этом располагал достаточными мощностями для открытия новой линии по серийному производству троллейбусов, что делало использование автобусного кузова в качестве основы для выпуска троллейбусов очевидным и выгодным решением. Первый троллейбус на базе серийного автобуса Ikarus 60 был выпущен в 1952 году, получивший в конце своего названия индекс «Т». Опытный экземпляр получил электрооборудование целиком позаимствованное с серийного советского троллейбуса МТБ-82, но затем на предприятии Klement Gottwald Electric Works (ныне Ganz) начался выпуск аналогичных силовых комплектующих.
В 1954 году завод Ikarus начал выпуск прицепов для их использования на автобусах загруженных столичных маршрутов. Будапештский троллейбус начал использовать их только с 1960 года, после их налаживания серийного производства в Секешфехерваре. 55 троллейбусным прицепам были присвоены бортовые номера TP000-TP054. В 1963 году были приобретены ещё 4 троллейбусных прицепа, которым были присвоены бортовые номера 955-958, тогда как остальные после этого были перенумерованы в диапазоне номеров от 900. Производитель заранее позаботился о переоборудовании троллейбусов с использованием отдельных прицепов, и все 59 построенных экземпляров были переданы в эксплуатацию.
В 1962 году большинство троллейбусов, использующих прицепы, получили новую 300-ю нумерацию, тогда как одиночные машины получили отдельную 200-ю нумерацию.
Параллельно с выпуском троллейбусных прицепов на заводе Ikarus началась разработка первого серийного шарнирно-сочленённого троллейбуса, призванного в перспективе заменить троллейбусы с отдельными прицепами. Опытный экземпляр шарнирно-сочленённого четырёхосного троллейбуса, получивший обозначение Ikarus 60TCS (с венг. Csuklós — сочленённый), был выпущен в 1960 году в результате модернизации одиночного троллейбуса Ikarus 60T с бортовым номером T283. Сочленённому троллейбусу был присвоен бортовой номер T400. Его испытания успешно завершились 8 мая 1961 года, после чего опытный экземпляр Ikarus 60TCS стал работать с пассажирами на маршруте 70A. В 1962—1964 годах 54 троллейбуса Ikarus 60T прошли аналогичную модернизацию (с одной задней осью в прицепе) в сочлененные троллейбусы модели Ikarus 60TCS и также получили 400-ю нумерацию (но без присвоения префикса T). Модернизация одиночного троллейбуса с прицепом в сочленённый стала результатом глобальной перестройки тягово-сцепного устройства в полноценный узел сочленения с обустройством сквозного прохода для перемещения пассажиров между двумя частями машины. Первоначально троллейбусы были окрашены в различные цвета, включая зеленый и оранжевый, но к концу 1960-х годов их окрас вернулся к однородной смеси бордового и масляного цветов.
Троллейбусы Ikarus 60T эксплуатировали в Будапеште до середины 1975 года. Первые машины были списаны и утилизированы 1967 году, а последние 6 экземпляров продолжали работать на маршруте 75A. На их смену пришла экспортная модификация советского серийного троллейбуса ЗиУ-9 — ЗиУ-682УВ.
Сочленённые троллейбусы Ikarus 60TCS работали в венгерской столице чуть дольше — до 1976 года. Последние машины работали только на маршруте 75, интервал которого составлял почти 2 минуты. Преемником модели Ikarus 60TCS стала троллейбус Ikarus 280T, серийное производство которого наладилось в 1975 году после достижения договорённостей с советским заводом ЗиУ на поставку электрооборудования (модификация Ikarus 280.91).